# استان تطاوین
استان تطاوین (به عربی: ولایة تطاوین) یکی از بیست و چهار استان کشور تونس است.

## خصوصیات
استان تطاوین ۳۸٬۸۸۹ کیلومترمربع مساحت و ۱۴۹٬۴۵۳ نفر جمعیت دارد.